# پونتزونه
پونتزونه (به ایتالیایی: Ponzone) یک کومونه در ایتالیا است که در استان آلساندریا واقع شده‌است. پونتزونه ۶۹٫۳۱ کیلومتر مربع مساحت و ۱٬۲۱۸ نفر جمعیت دارد و ۶۲۹ متر بالاتر از سطح دریا واقع شده‌است.